# Mnemba
Die Insel Mnemba liegt etwa 4,5 km nordöstlich von Unguja, der größten Insel von Sansibar. Das Riff von Mnemba erstreckt sich über eine Länge von etwa sieben mal fünf Kilometer. Die Insel ist rund 10 Hektar groß und hat – mit Ausnahme der Betreiber und Angestellten des Hotels – keine Bewohner.
Mnemba ist vor allem bei Tauchern sehr beliebt, da eine Vielzahl von Korallen und über 600 verschiedene Korallenfische hier heimisch sind. Auch drei verschiedene Defilnarten und Grüne Meeresschildkröten legen am Sstrand zwischen Februar und Juli ihre Eier ab. Zudem gibt es zwei Antilopenarten, die eingeführt wurden; Sansibar-Ducker und die kleinen Moschusböckchen, die hier keine natürlichen Feinde haben.
Die Insel befindet sich in Privatbesitz und die einzige Unterbringung für Touristen ist die Mnemba Island Lodge (5 Sterne).